# Аберистуит Таун
«Аберистуит Таун» — валлийский футбольный клуб, представляющий город Аберистуит. В настоящий момент выступает в Премьер-лиге Уэльса. Основан в 1884 году, домашние матчи проводит на стадионе «Парк Авеню», который вмещает 5 000 зрителей. Главным достижением клуба является победа в кубке Уэльса в сезоне 1899/00.

## Достижения
- Кубок Уэльса по футболу:
  - Обладатель (1): 1899/00.
  - Финалист (2): 2008/09, 2013/14.

## Выступления в еврокубках
| Сезон   | Турнир          | Раунд |               | Клуб       | Счёт     |
| ------- | --------------- | ----- | ------------- | ---------- | -------- |
| 1999    | Кубок Интертото | 1R    | Флаг Мальты   | Флориана   | 2:2, 1:2 |
| 2004    | Кубок Интертото | 1R    | Флаг Латвии   | Динабург   | 0:0, 0:4 |
| 2014/15 | Лига Европы     | 1Q    | Флаг Ирландии | Дерри Сити | 0:5, 0:4 |

- 1R — первый раунд.
- 1Q — первый квалификационный раунд.